# Аубакиров, Яхия Аубакирович
Яхия Аубакирович Аубакиров (18 августа 1925, аул Актобе, Шетский район, Карагандинская область — 23 июня 2008, Алма-Ата) — казахский учёный, доктор экономических наук, профессор (1973), академик АН Казахстана (1989), заслуженный работник высшей школы.

## Биография
Происходит из подрода Коянчи-Тагай рода Каракесек племени Аргын.
В 1949 году окончил Омский государственный университет им. А. М. Горького. В 1952 — аспирантуру экономического факультета Казахского государственного университета им. С. М. Кирова (ныне КазНУ им. аль-Фараби).
Основные научные труды посвящены экономике сельского хозяйства Казахстана, социально-экономическим преобразованиям, проблемам государственной собственности и приватизации в РК. Участник конференций и симпозиумов в Англии, России, Болгарии, Венгрии, Мексике.

## Семья
- Отец — Тлегенов Аубакир (1885—1937), расстрелян в период сталинских репрессий[3][4].
- Дочери: Аубакирова, Жания Яхияевна, Жанар Яхияевна (Аубакирова).
- Сын: Канат.

## Сочинения
- Использование экономических законов в сельском хозяйстве Казахстана, А.-А., 1972;
- Социально-экономические преобразования в сельском хозяйстве Казахстана, А.-А., 1984;
- Саяси экономика: Оқулық, А, 1992;
- Экономикалық теория негіздері Оқулық, А., 1998.